# Erkki Raappana
Pour les articles homonymes, voir Raappana.
Erkki Johannes Raappana (2 juin 1893 — 14 septembre 1962) est un major général finlandais, commandant de la 14e division de l'armée finlandaise pendant la Seconde Guerre mondiale.

## Biographie
Raappana commande le détachement finlandais – surnommé « groupe Raappana » (« Ryhmä Raappana » en finnois) – qui doit arrêter l'ennemi dans la toute dernière bataille finno-soviétique de la Seconde Guerre mondiale. Il s'agit de la bataille d'Ilomantsi, menée pendant la guerre de Continuation (1941-1944). 
La bataille s'étale du 26 juillet au 13 août 1944 et s'achève par une victoire finlandaise, la dernière grande attaque soviétique contre la Finlande ayant été stoppée lors de cet affrontement. Deux divisions d'élite de l'Armée rouge sont complètement mises en déroute après une semaine et demie de combats, laissant derrière elles plus de 3 000 soldats de l'Armée rouge morts et environ 100 pièces d'artillerie détruites.